# Harpactea sadistica
Espèce
Harpactea sadistica est une espèce d'araignées aranéomorphes de la famille des Dysderidae.

## Distribution
Cette espèce est endémique d'Israël. Elle se rencontre vers Nehusha.

## Habitat
Cette espèce  a été découverte dans les forêts de Pinus sp. et de Quercus coccifera, ainsi que dans les steppes où les asphodèles sont prédominantes.

## Description
La carapace du mâle holotype mesure 1,7 mm de long sur 1,26 mm et l'abdomen 2,28 mm.
Le corps est jaune-brun et l'opisthosome cylindrique. Les pattes sont jaune pâle, les deux premières paires sont plus foncées que les deux suivantes.

## Reproduction
Elle pond en mars-avril, avec probablement un cycle de vie annuel.
Le premier exemple de copulation traumatique est décrit chez les araignées par Řezáč en 2009. Le mâle et la femelle ont une morphologie modifiée : chez le mâle, l'extrémité du bulbe copulateur des pédipalpes a la forme d'une aiguille hypodermique. Chez la femelle, la vulve et les poches spermatiques sont atrophiées. Le mâle transperce la paroi ventrale de l'abdomen de la femelle et injecte le sperme directement à l'intérieur, ce qu'il répète en moyenne six fois de suite, avec ses deux bulbes. La fécondation a lieu dans les ovaires, et les œufs sont pondus au stade embryonnaire, alors que chez les autres araignées, la fécondation a lieu au moment de la ponte. L'hypothèse explicative de ce comportement est liée à la compétition spermatique : le but serait de permettre au mâle d'améliorer les chances de reproduction. En effet, chez les autres Dysdères, les spermathèques sont en cul-de-sac, le sperme du dernier mâle est donc utilisé pour la fécondation, celui du premier mâle fécondant la femelle restant au fond. Chez Harpactea sadistica, le premier mâle fécondant transmet directement ses gènes,,.

## Systématique et taxinomie
Cette espèce a été décrite par Řezáč en 2008.

## Étymologie
Son nom d'espèce lui a été donné en référence au sadisme du fait du mode de copulation.

## Publication originale
- (en) Řezáč, « Description of Harpactea sadistica n. sp. (Araneae: Dysderidae) : a haplogyne spider with reduced female genitalia », Zootaxa,‎ 2008, p. 65-68.